# Folkwang Universität
La Folkwang Universität (antigament Folkwang Hochschule) és una universitat de música, teatre, dansa, disseny i estudis acadèmics, situada a quatre ciutats alemanyes de Renània del Nord-Westfàlia . Des de 1927, la seva ubicació principal és l'antiga abadia de Werden a Essen, amb seus addicionals a Duisburg, Bochum i Dortmund, i, des de 2010, a la Zeche Zollverein, també a Essen. La Universitat és també la seu de la companyia internacional de dansa Folkwang Tanz Studio (FTS).
La universitat comparteix nom amb el Museum Folkwang fundat el 1902. El terme Folkwang deriva de Fólkvangr, nom nòrdic antic d'un prat mític on es reuneixen els morts escollits per Freyja, deessa nòrdica de l'amor i la bellesa, per a passar al més enllà amb ella. Els fundadors de l'escola, el director musical Rudolf Schulz-Dornburg, l'escenògraf Hein Heckroth i el coreògraf Kurt Jooss, consideraven Folkwang com un símbol de les arts com un tot unificat, en comptes d'anar cadascuna pel seu camí. La Folkwangschule für Musik, Tanz und Sprechen va obrir el 1927 a Essen, i el 1928 una escola de disseny establerta anteriorment es va fusionar amb la institució.
El 1963 l'escola Folkwang va passar a anomenar-se Folkwang-Hochschule (Escola Superior Folkwang). El 2010 començà a oferir estudis de postgrau i passà a anomenar-se Folkwang-Universität.

## Alumnat i professorat
La Folkwang-Universität ha tingut alumnes que han esdevingut famosos, com:
- Pina Bausch
- Theo Jörgensmann
- Susanne Linke
- Anton Stankowski

Entre els professors destaquen:
- Nicolaus A. Huber
- Kurt Jooss
- Krzysztof Penderecki
- Adolf Wamper